# Petronio Franceschini
Petronio Franceschini (Bologna, 9 januari 1651 - Venetie, december 1680), was componist van opera's, oratoria, en sonates, vooral voor trompet.
Hij studeerde in Bologna bij Lorenzo Perti. Ook heeft hij in Rome gestudeerd. Na zijn studie werd hij lid van de Accademica Filarmonica in Bologna. Hij was de leraar van Domenico Gabrielli. Van 1675 tot 1680 was hij cellist aan de Kapella San Petronio, daarna leefde hij in Venetie. Hij stierf op 29-jarige leeftijd aan een kortstondige ziekte in december 1680. Op 25 januari 1681 werd er voor Franceschini, die in armoede stierf, een rouwdienst gehouden die betaald werd door zijn vrienden.

## Werken
- L'Oronte di Menfi, 1676
- Arsinoe, 1676
- Prologo, ed intermedi dell'Arsinoe, 1677
- Apollo in Tessaglia, 1679
- verscheidene werken ( Motetten, Psalmen en Hymns.)
- één of meerdere Sonaten voor verscheidene instrumenten

- Bibsys: 1085414
- Biblioteca Nacional de España: XX1536847
- Bibliothèque nationale de France: cb13943691g (data)
- Gemeinsame Normdatei: 134574729
- International Standard Name Identifier: 0000 0001 2018 399X
- Library of Congress Control Number: n83175328
- MusicBrainz: e447ab49-06cb-4ee6-ac33-070b07a2c1c8
- Nationale Bibliotheek van Tsjechië: mzk2009544777
- Nationale Bibliotheek van Israël: 987007416700905171
- Nationale en Universitaire bibliotheek Zagreb: 000525381
- Nederlandse Thesaurus van Auteursnamen: 096425253
- Istituto Centrale per il Catalogo Unico: UBOV543711
- SNAC: w63r10q4
- Système universitaire de documentation: 112519172
- Virtual International Authority File: 79678506
- WorldCat: E39PBJjtby7KBqWMMrdgX4jXBP